# Serianus pusillimus
Serianus pusillimus är en spindeldjursart som beskrevs av Beier 1959. Serianus pusillimus ingår i släktet Serianus och familjen Garypinidae. Inga underarter finns listade i Catalogue of Life.